# Alfred Andersson i Fallsberg
Anders Alfred Andersson (i riksdagen kallad Andersson i Fallsberg), född 27 maj 1865 i Bjälbo, död 24 mars 1950 i Allhelgona i Östergötland, var en svensk lantbrukare och politiker (liberal). 
Alfred Andersson var kommunalnämndens ordförande i Bjälbo 1900–1904 och blev 1905 kommunalnämndens ordförande i Allhelgona. Han var också aktiv i bonderörelsen samt i baptistkyrkan och blåbandsrörelsen.
Han var riksdagsledamot i andra kammaren för Östergötlands läns södra valkrets 1912–1914. Som kandidat för Frisinnade landsföreningen tillhörde han dess riksdagsparti Liberala samlingspartiet. I riksdagen var han bland annat suppleant i konstitutionsutskottet 1913–1914. Han engagerade sig bland annat i tullfrågan